# Onze-Lieve-Vrouw-Geboortekerk (Bellem)

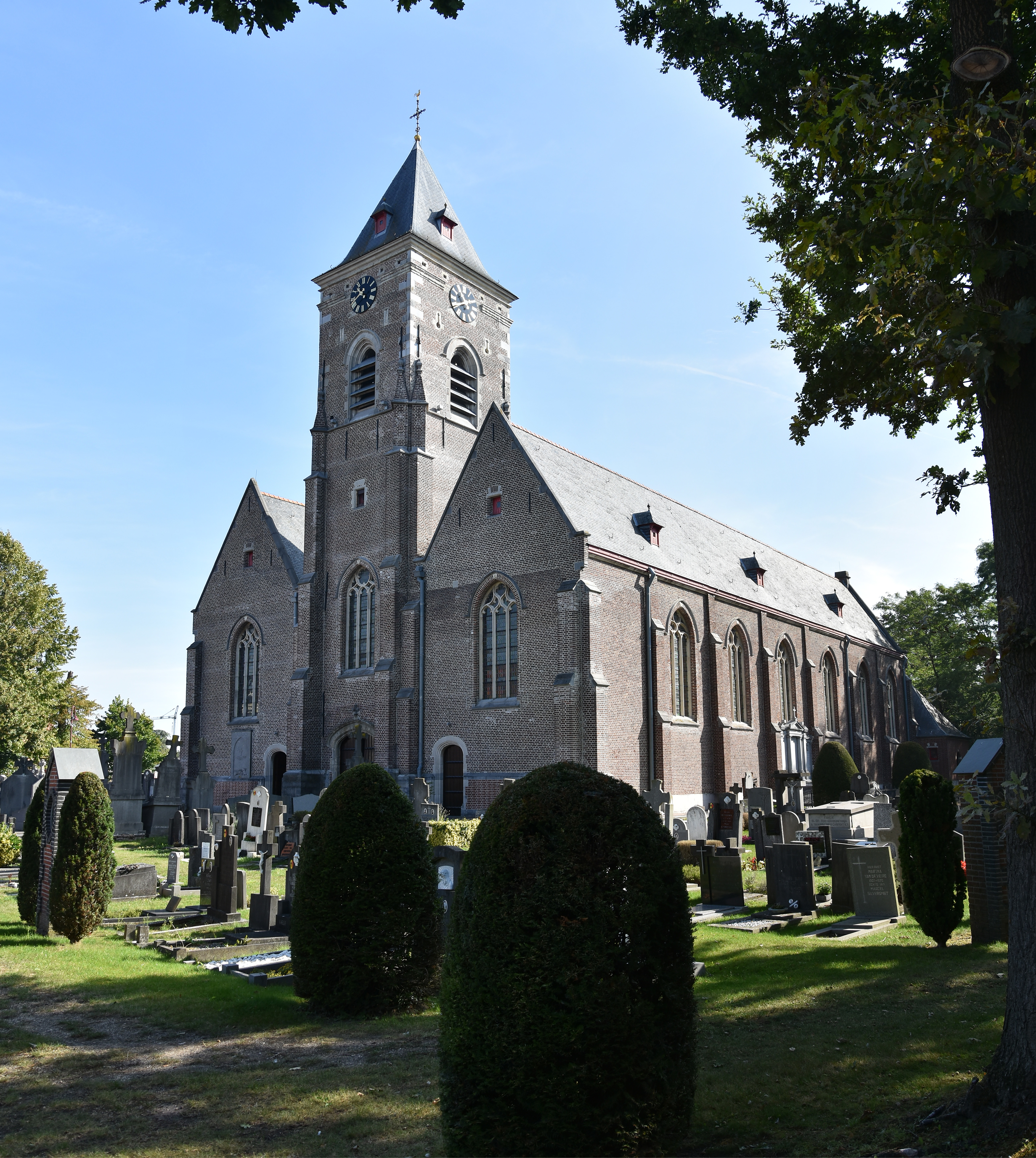
Onze-Lieve-Vrouw-Geboortekerk

De Onze-Lieve-Vrouw-Geboortekerk is de parochiekerk van de tot de Oost-Vlaamse gemeente Aalter behorende plaats Bellem, gelegen aan de Bellemdorpweg.

## Geschiedenis
Het oudste gedeelte van de kerk stamt af van de 16e eeuw. De kerk was gebouwd op de plek waar in de 13e eeuw de parochie Bethlehem stond. De kerk bestond lange tijd uit slechts een middenbeuk en een noordbeuk. Aan de zuidzijde was er op een bepaald moment een kapelbeuk aangebouwd. De kerk werd einde 15e eeuw verwoest tijdens de godsdiensttwisten en in de 2e helft van de 17e eeuw vond herbouw plaats. In 1847 werd de kerk aan de zuidzijde vergroot met een derde beuk. Aan de westzijde werd een travee toegevoegd waardoor de toren in de kerk werd ingebouwd. Ook een nieuwe westgevel kwam tot stand. Van 1870-1874 werd de kerk aan de koorzijde vergroot. In 1879 werd het uiterlijk van de kerk in neogotische zin veranderd.
In 1944 (tijdens de Tweede Wereldoorlog) werd de kerk in brand gestoken door Duitsers tijdens het terugtrekken. De kerk werd gerestaureerd en opnieuw wat groter gemaakt. Tijdens de restauratiewerken van de kerk werd de kapel van Bellem gedeeltelijk aangepast zodat het plaatselijke kerkleven kon hervat worden. Vandaag is deze kapel, die al geruime tijd gedesacraliseerd werd, verbouwd tot gezinswoning.

## Gebouw
Het betreft een driebeukige bakstenen hallenkerk met een driezijdig afgesloten koor en een ingebouwde westtoren op vierkante plattegrond. De toren heeft nog zijn oorspronkelijk 17e-eeuwse uiterlijk. De kerk oogt voornamelijk neogotisch. Het kerkmeubilair werd in de jaren '50 en '60 van de 20e eeuw geheel vernieuwd.